# Banca Faranda
Banca Faranda è stata una banca italiana con sede a Palermo.

## Storia
Sita originariamente in Corso Calatafimi 79 (al piano terra del Palazzo Faranda), fu successivamente trasferita in Via Roma. Ne furono presidenti, oltre che proprietari, in quanto detentori della maggioranza azionaria della società,  Giosuè Faranda (sino al 1920), e Giuseppe Faranda (1920-1941).
Operante tra la fine dell'Ottocento e la prima metà del Novecento e diffusa soprattutto nel territorio della provincia palermitana, fu successivamente messa in liquidazione (anche se non fallì) nel 1943 a seguito delle difficoltà economiche sorte durante la seconda guerra mondiale.